# Добравишка скакля
Вижте пояснителната страница за други значения на Скакля.
Добравишка скакля е водопад близо до село Добравица, Община Своге, Софийска област. Намира се в Понор планина, дял от Западна Стара планина.
Към пролетта на 2020 г. на всички ключови места по маршрута за водопада са поставени напътстващи табелки.

## Характеристики
Водопадът е разположен на приблизително около 950 метра надморска височина. Водният пад е около 20 метра. Водата пада директно надолу от скален венец, като на няколко места струята се удря в скалите, което предизвиква облак от водни капки.
Тъй като водопадът е доста широк, водната струя се разпилява в различни посоки, и това го прави да изглежда по-малко пълноводен, отколкото е в действителност.
Заради характерните отлагания по скалите те блестят при слънчево време и водопадът изглежда позлатен.
Водопадът е с много непостоянен дебит. По-буен е през пролетта и след обилни дъждове.

## В близост
Други обекти в близост до водопада са:
- пещера Говедарника
- пещера Душника (до село Искрец)
- Искрецки манастир „Св. Богородица“